# Laz, Muntenegru
Laz este un sat din comuna Nikšić, Muntenegru. Conform datelor de la recensământul din 2003, localitatea are 149 de locuitori (la recensământul din 1991 erau 155 de locuitori).

## Demografie
În satul Laz locuiesc 115 persoane adulte, iar vârsta medie a populației este de 39,0 de ani (36,3 la bărbați și 42,1 la femei). În localitate sunt 39 de gospodării, iar numărul mediu de membri în gospodărie este de 3,82.
|  |

| Demografie | Demografie | Demografie |
| An         | Locuitori  | Locuitori  |
| ---------- | ---------- | ---------- |
|            |            |            |
|            |            |            |
|            |            |            |
|            |            |            |
| 1948       | 126        |            |
| 1953       | 449        |            |
| 1961       | 165        |            |
| 1971       | 196        |            |
| 1981       | 181        |            |
| 1991       | 155        | 155        |
| 2003       | 149        | 149        |

| \| Componența etnică conform recensământului din 2003[2] \| Componența etnică conform recensământului din 2003[2] \| Componența etnică conform recensământului din 2003[2] \| Componența etnică conform recensământului din 2003[2] \| Componența etnică conform recensământului din 2003[2] \| \| ----------------------------------------------------- \| ----------------------------------------------------- \| ----------------------------------------------------- \| ----------------------------------------------------- \| ----------------------------------------------------- \| \| \| \| \| \| \| \| Muntenegreni \| Muntenegreni \| \| 107 \| 71,81% \| \| Sârbi \| Sârbi \| \| 35 \| 23,48% \| \| Iugoslavi \| Iugoslavi \| \| 4 \| 2,68% \| \| necunoscută \| necunoscută \| \| 3 \| 2,01% \| |              |  |     |        |
| Componența etnică conform recensământului din 2003 |              |  |     |        |
| |              |  |     |        |
| Muntenegreni | Muntenegreni |  | 107 | 71,81% |
| Sârbi | Sârbi        |  | 35  | 23,48% |
| Iugoslavi | Iugoslavi    |  | 4   | 2,68%  |
| necunoscută | necunoscută  |  | 3   | 2,01%  |